# Apristurus longicephalus
Apristurus longicephalus és un peix de la família dels esciliorrínids i de l'ordre dels carcariniformes.

## Morfologia
Els mascles poden arribar als 60 cm de longitud total.

## Reproducció
És ovípar.

## Distribució geogràfica
Es troba a les costes de les Illes Seychelles, Japó, Mar de la Xina Oriental, les Filipines i Austràlia (Queensland i Austràlia Occidental).